# Goats
Goats (bra: Ovelha Negra) é um filme de 2012 dirigido por Christopher Neil e escrito por Mark Poirier baseado em seu romance de mesmo nome de 2000. Teve sua estreia no Festival Sundance de Cinema de 2012. O filme foi lançado em versão limitada nos Estados Unidos em 10 de agosto de 2012.

## Sinopse
O adolescente (Graham Phillips) decide sair do conforto de sua casa para ir para a escola preparatória, onde terá que lidar com pessoas excêntricas.

## Elenco
| Ator            | Papel        |
| --------------- | ------------ |
| Vera Farmiga    | Wendy        |
| Graham Phillips | Ellis        |
| Dakota Johnson  | Minnie       |
| Keri Russell    | Judy         |
| David Duchovny  | Homem cabra  |
| Justin Kirk     | Bennet       |
| Ty Burrell      | Frank        |
| Alan Ruck       | Dr. Eldridge |
| Minnie Driver   | cameo Shaman |
| Adelaide Kane   | Aubrey       |

## Recepção
No consenso do agregador de críticas Rotten Tomatoes diz que "alcança profundidade, mas principalmente oferece balidos fúteis, com a barba de David Duchovny provando a característica mais distintiva deste drama sem graça." Na pontuação onde a equipe do site categoriza as opiniões da grande mídia e da mídia independente apenas como positivas ou negativas, o filme tem um índice de aprovação de 19% calculado com base em 28 comentários dos críticos. Por comparação, com as mesmas opiniões sendo calculadas usando uma média aritmética ponderada, a nota alcançada é 4,9/10.
Em outro agregador, o Metacritic, que calcula as notas das opiniões usando somente uma média aritmética ponderada de determinados veículos de comunicação em maior parte da grande mídia, tem uma pontuação de 38/100, alcançada com base em 27 avaliações da imprensa anexadas no site, com a indicação de "revisões geralmente desfavoráveis".
Em sua crítica no Entertainment Weekly, Lisa Schwarzbaum disee que "Mark Jude Poirier adaptou o roteiro de seu próprio romance animado de 2001. Conforme dirigido por Christopher Neil, Goats relata os mesmos eventos, mas perde o sabor da jornada".